# Heuthen
Heuthen település Németországban, azon belül Türingiában. Lakosainak száma 723 fő (2023. december 31.).

## Népesség
A település népességének változása:
| Lakosok száma | 735  | 725  | 724  | 725  | 723  |
|               | 2017 | 2019 | 2021 | 2022 | 2023 |